# Lucha de las Masas
Lucha de las Masas (en tagalo: Laban ng Masa o LnM) es una coalición electoral de organizaciones socialistas democráticas filipinas.